# Seznam památek v Třebíči

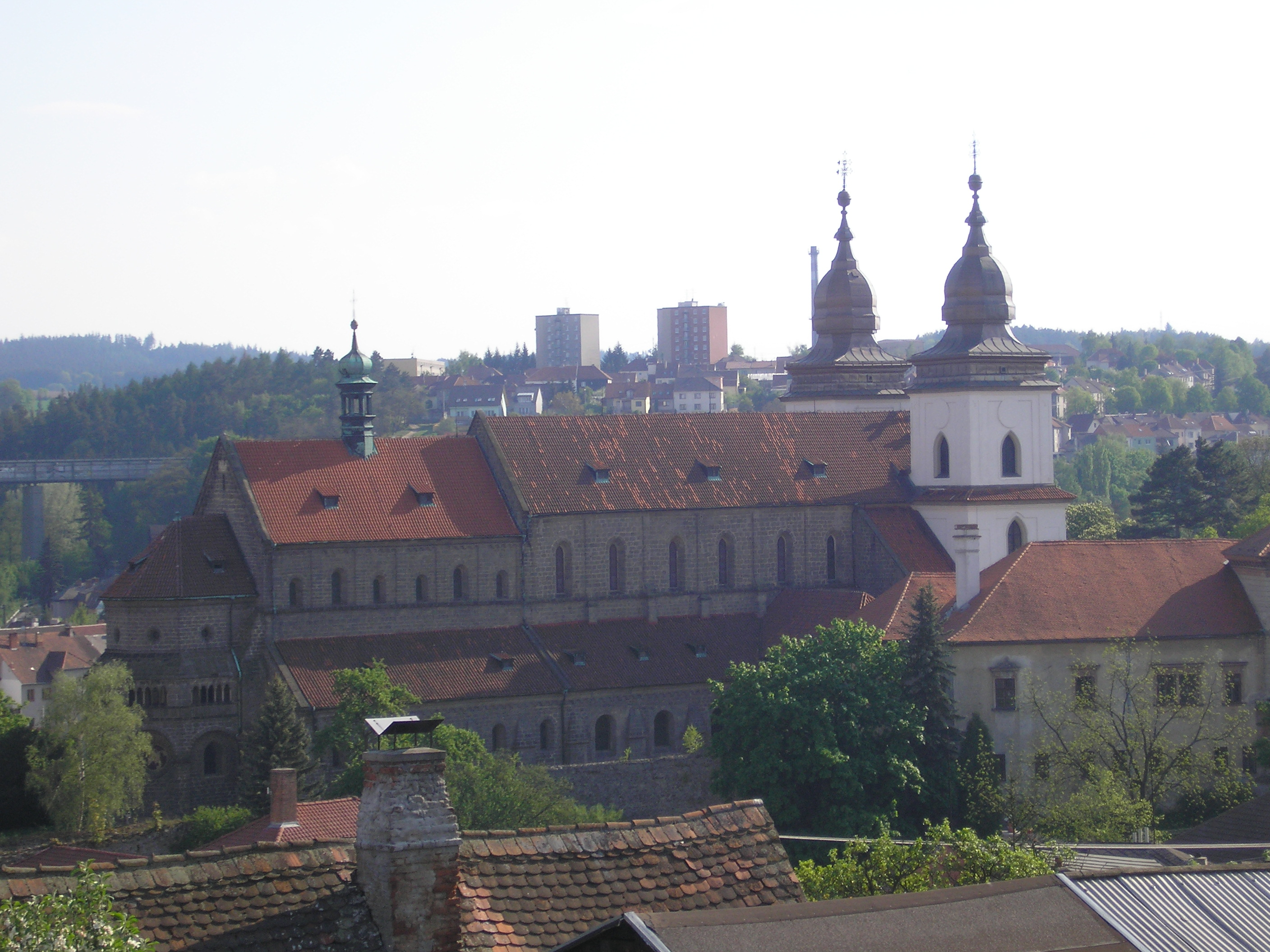
Bazilika sv. Prokopa a Nanebevzetí Panny Marie přiléhající k zámku zapsaná na seznamu památek UNESCO

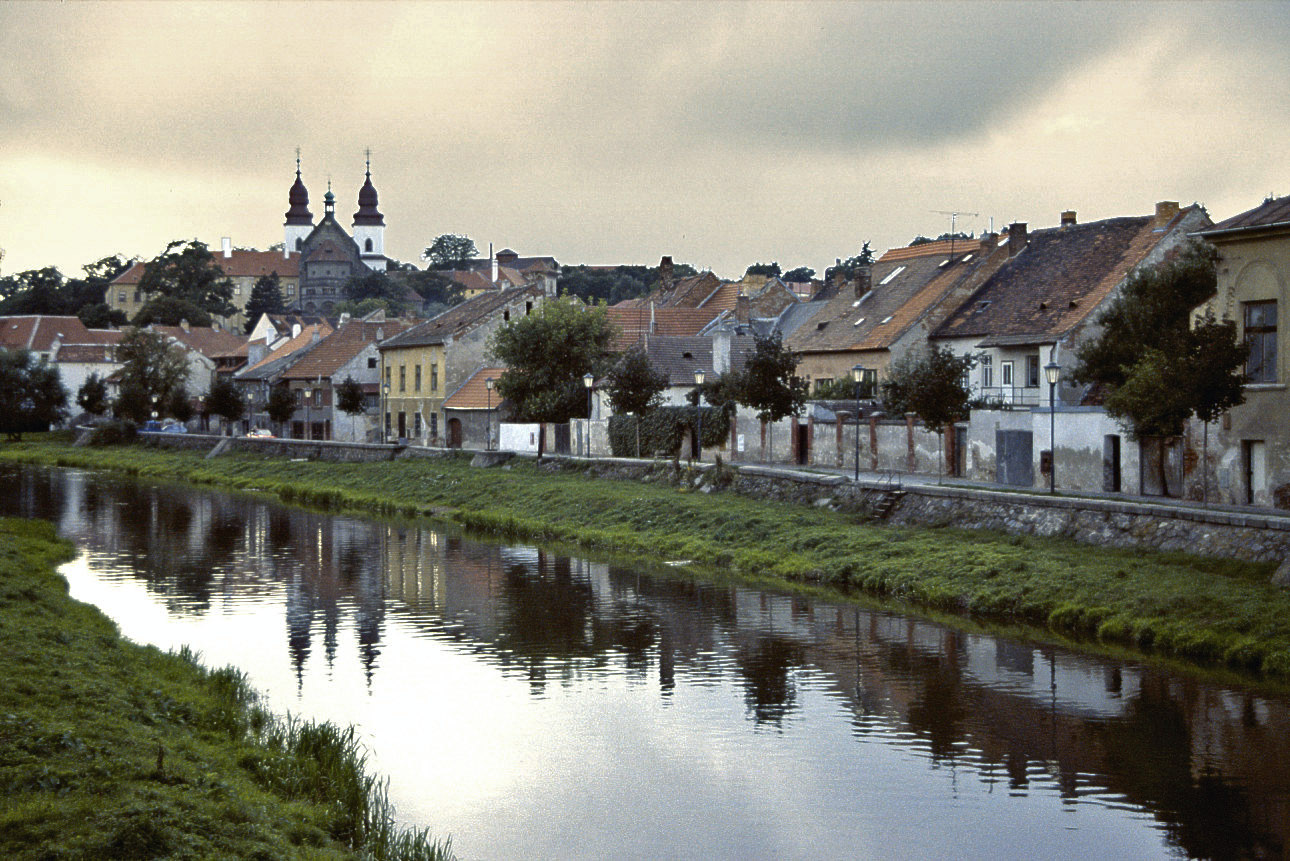
Řeka Jihlava s Židovským městem a bazilikou sv. Prokopa, památkami UNESCO

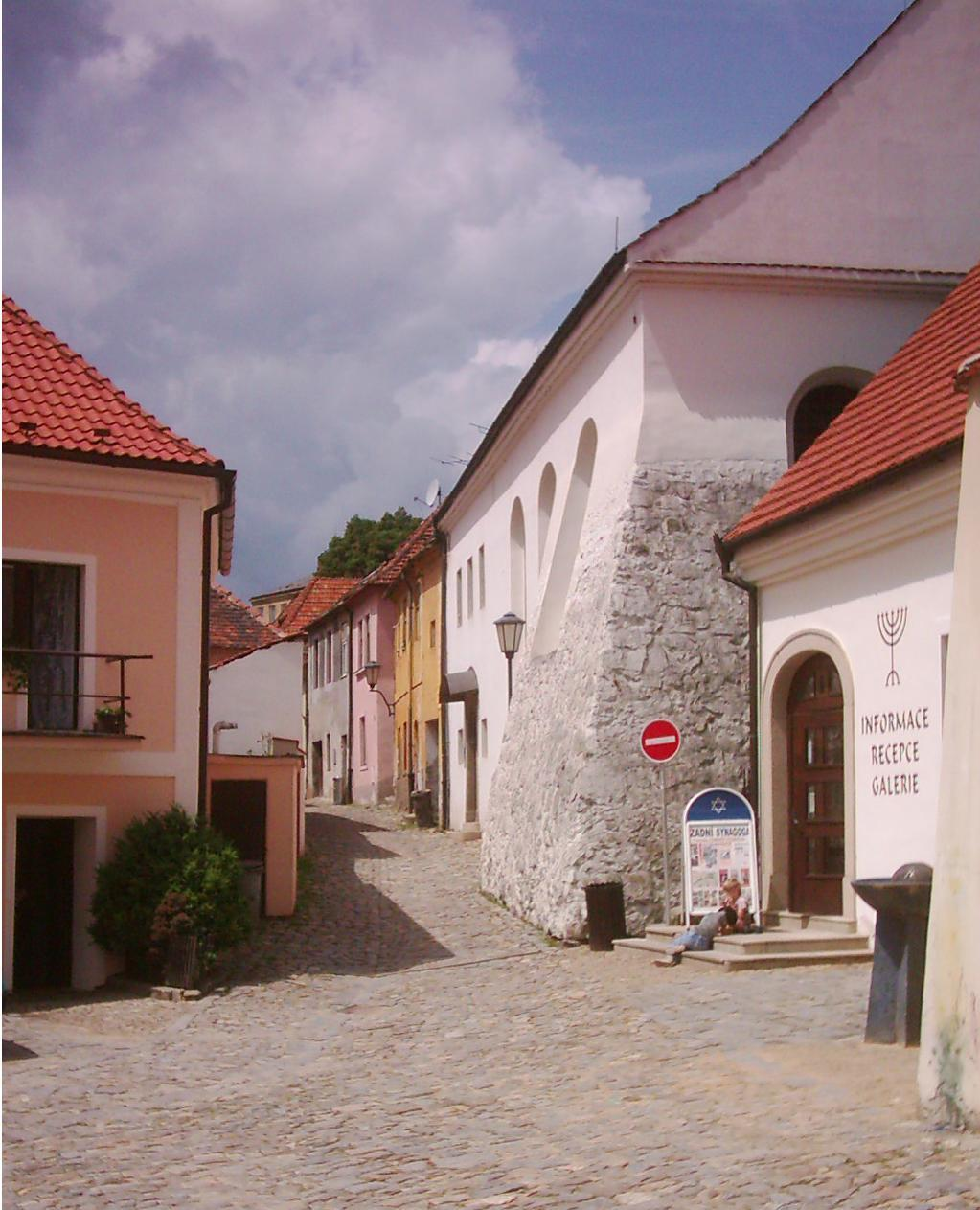
Zadní synagoga v části Zámostí

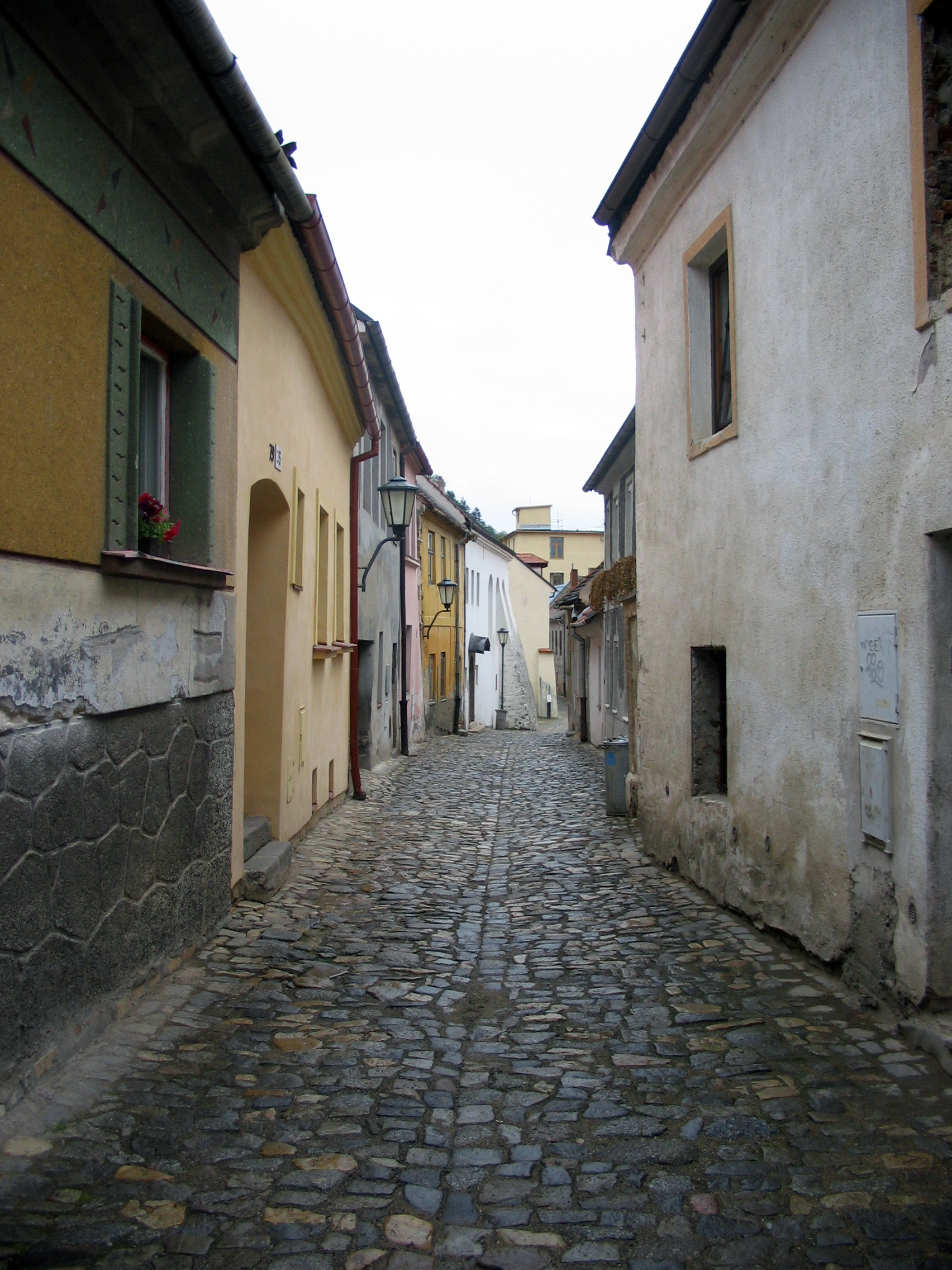
Jedna z uliček v Židovském městě

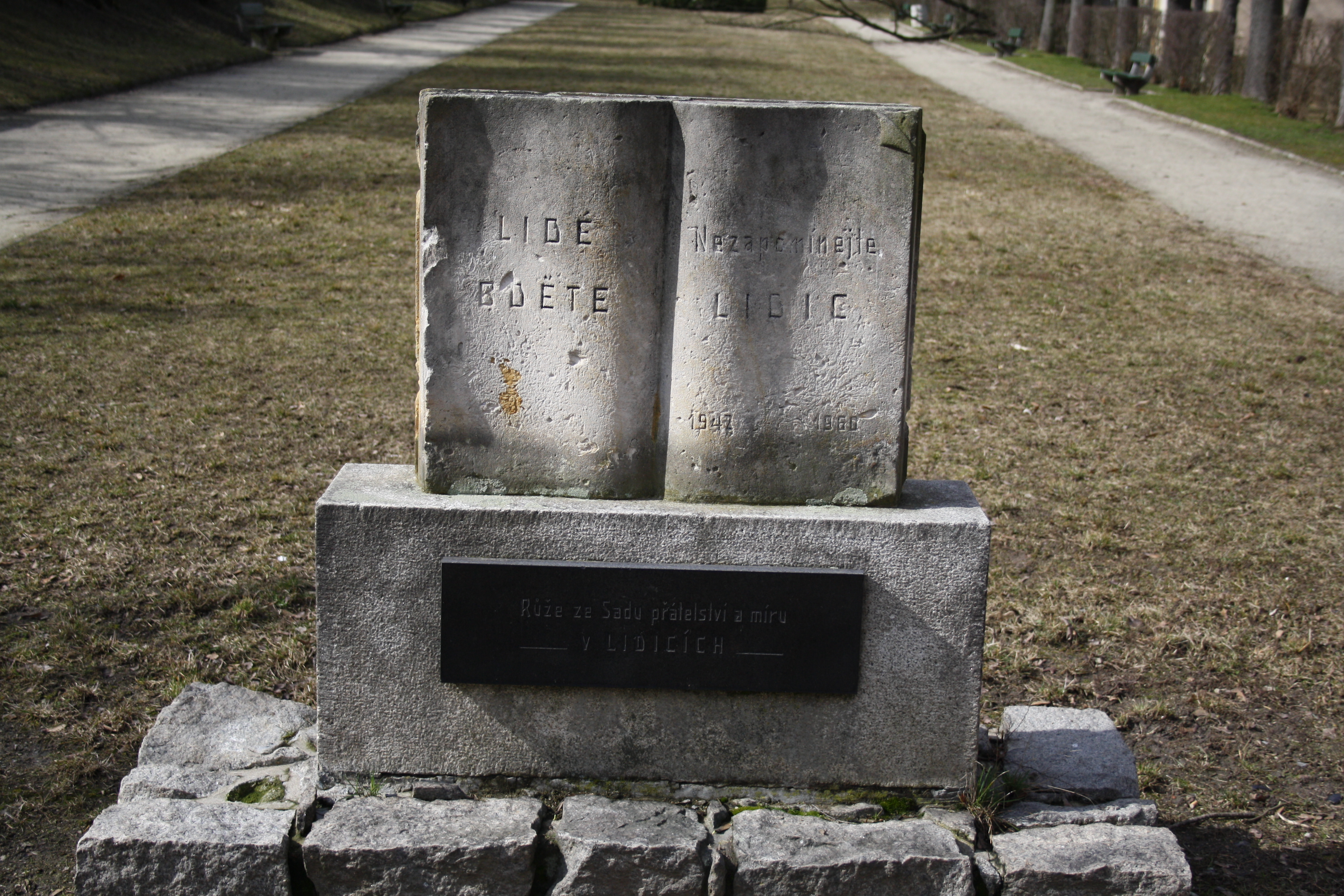
Památník vyhlazení Lidic v Tyršových sadech

Seznam třebíčských památek je seznam památek a pamětihodností v Třebíči.

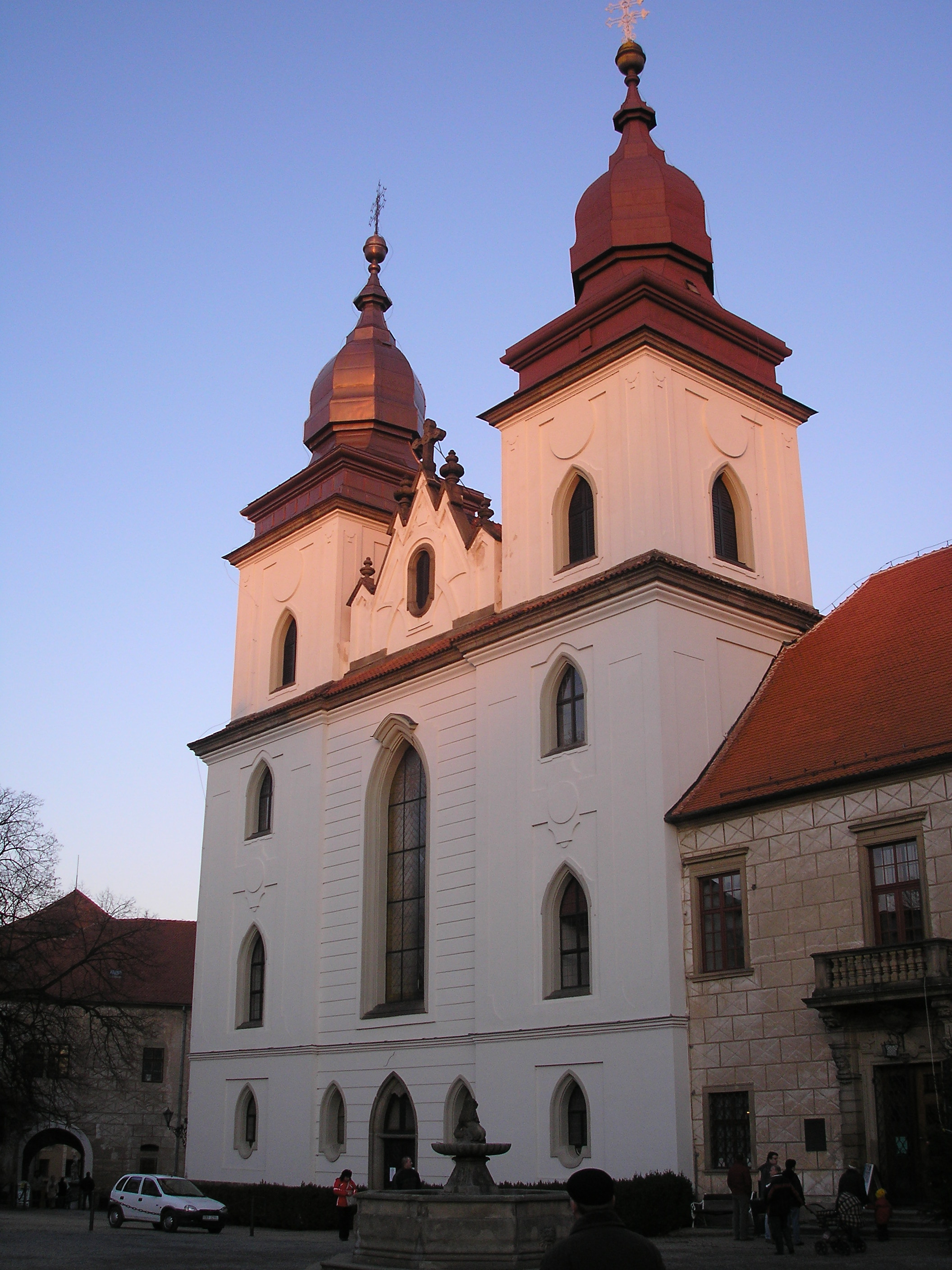
Pohled na věže baziliky sv. Prokopa z nádvoří zámku, v jehož arealu se bazilika nachází

## Zámostí a Podklášteří
- Bazilika svatého Prokopa[1]
- Třebíčský zámek[1]
- Třebíčská židovská čtvrť[1]
  - Zadní synagoga na Subakově ulici
  - Přední synagoga na Tichém náměstí
  - Masné krámy
  - Dům na ulici Leopolda Pokorného čp. 2
  - Dům na ulici Leopolda Pokorného čp. 5
  - Židovská radnice na ulici Leopolda Pokorného čp. 8
  - Rabinát na Tichém náměstí
  - Židovská škola
  - Dům na ulici Leopolda Pokorného čp. 25
  - Chudobinec
  - Židovská nemocnice na Pomezní ulici
  - Subakova koželužna
- Židovský hřbitov v Třebíči na náhorní plošině Hrádek[1]
- Náhorní plošina Hrádek

## Vnitřní Město
- Karlovo náměstí[1]
- Radnice na Karlově náměstí
- Malovaný dům na Karlově náměstí[1]
- Národní dům na Karlově náměstí
- Městská věž u kostela sv. Martina z Tours v Hasskově ulici
- Černý dům na dolní straně Karlova náměstí[1]
- Fuchsova spořitelna na Karlově náměstí
- Kapucínský klášter na Jejkově v Otmarově ulici
- Kostel Proměnění Páně při klášteru v Otmarově ulici
- Třebíčský evangelický kostel na Bráfově ulici
- Pravoslavný chrám svatého Václava a svaté Ludmily pod městským hřbitovem na Gorazdově náměstí
- Kostel Nejsvětější Trojice na městském hřbitově
- Továrna UP závodů na Sušilově ulici[1]
- Sousoší svatých Cyrila a Metoděje na Karlově náměstí
- Sochy z kašen z náměstí, nyní na Martinském náměstí, Masarykově náměstí a na Purkyňovo náměstí
- Kaple svatých Petra a Pavla v rohu zdi kapucínského kláštera

## Stařečka
- Kostelíček s kaplí povýšení svatého Kříže na Strážné hoře
- Větrný mlýn na Stařečce[1]
- Říční lázně na Polance
- Továrna firmy ZON

## Slavice
- Kaple svatého Jana Nepomuckého ve Slavicích

## Borovina
- Borovinské závody – BOPO
- Borovinský rybník

## Horka-Domky
- Památník obětem komunismu na Václavském náměstí[2]